# 臺南客運
臺南汽車客運股份有限公司，簡稱臺南客運、南客，是台灣一家已結業之民營汽車客運公司，成立於1929年。自日治時期1930年代就開始行駛台南市公車，時稱臺南乘合自動車株式會社。1970年代達到最高峰。唯後期服務品質低劣、公司營運管理不善，於2003年宣佈破產，退出臺南市的大眾運輸市場，而後其所經營之台南市公車路線由高雄客運接手行駛，公路客運路線則由興南客運接手行駛。

## 歷史沿革
- 1976年，台南客運與高雄客運、屏東客運申請聯營屏東經旗山往台南之路線[3]。
- 2003年3月3日，因臺南市議會取消補助預算，臺南客運員工於該日走上街頭，要求臺南市政府立即接管臺南客運[4]。台南客運員工無預警罷駛台南市區公車路線及部分公路客運路線。
- 2003年4月，台南客運對行政人員開始欠薪[5]。
- 2003年5月，台南客運對司機開始欠薪[5]。
- 2003年6月20日，臺灣臺南地方法院裁定駁回台南客運董事長林鎰川對於臺南客運之破產宣告聲請[6]。
- 2003年7月1日，台南客運無預警停駛安南區七條公車路線[5]。
- 2003年7月14日，台南客運向交通部公路總局申請歇業，預計於同年9月1日停駛。
- 2003年8月，台南客運停駛臺南市市區公車；2003年9月1日，台南客運結束營業。原本行駛台南市區公車共22線，整併為4線公車後由高雄客運行駛；公路客運共21線，由興南客運行駛[7]。
- 2003年9月24日，中華民國經濟部核准台南客運解散登記；台南市政府核准台南客運營利事業歇業登記。

## 路線

### 公路客運
- 台南－仁德－關廟(今大台南公車紅幹線，惟現今路線不經大仁街)
- 台南－太子廟－關廟(今大台南公車紅1路)
- 台南－大灣－關廟(2003年底停駛)
- 台南－上崙子－關廟(今大台南公車紅2路)
- 台南－阿蓮(今大台南公車紅13路，並縮短至關廟轉運站發車)
- 台南－大潭－歸仁(今大台南公車紅3路，並延駛至關廟轉運站)
- 台南－大灣－新化(今大台南公車綠17路)
- 台南－北勢(2003年底停駛)
- 台南－海寮(2008年停駛)
- 台南－大甲(2003年底停駛，現今由5路替代)
- 台南－白砂崙漁港（倒閉前即已停駛）
- 台南－長榮大學(今大台南公車紅14路)
- 台南－台南監獄(今大台南公車紅3路)
- 台南－彌陀－高雄
- 岡山－橋頭－高雄
- 台南－里港（與高雄客運聯營）
- 台南－屏東（與高雄客運及屏東客運聯營）
- 台南－白河（與新營客運聯營）
- 台南－新營(後來的7631路，2013年3月1日停駛)
- 台南－土崎（倒閉前即已停駛）
- 台南－蒙正（倒閉前即已停駛）
- 台南－善化－山上(今大台南公車綠2路，臺南端改由新化發車)
- 台南－善化－麻豆(今大台南公車橘12路)
- 台南－五王廟口(2003年底停駛)
- 台南－北勢寮(興南客運接駛後北勢寮端延駛至真理大學，後改號大台南公車橘10路，臺南端改為台南藝術大學)
- 台南－三抱竹（倒閉前即已停駛）
- 關廟－新營（倒閉前即已停駛）
- 台南－岡山－高雄

### 市區公車
- 西門站－西門站(0)
- 西門站－西門站(0甲)
- 火車站－火車站（1）
- 台南總站－崑山工專（2）
- 台南總站-振興新村（2乙）
- 火車站－火車站（3）
- 台南總站－亞航公司（5）
- 二空新村－安平路（5甲）
- 台南總站－崑山中學（6）
- 新忠路－農工新村（7）
- 警察新村－大光路（10）
- 警察新村－安平路（10甲）
- 台南總站－大同新村（11）
- 台南總站－十二佃（12）
- 東寧社區－大鵬五村（14）
- 台南總站－水產學校（15）
- 崇誨新村－元寶樂園（16）
- 竹篙厝－元寶樂園（17）
- 中興紡織－元寶樂園（18）
- 大港寮－邱茂園（19）
- 台南總站－大鵬八村（20）
- 合作大樓－台南鹽場（21）
- 火車站－安南總站（22）
- 合作大樓－三鯤鯓（23）
- 合作大樓－南萣橋南（24）
- 台南總站－鹽行（25）
- 台南總站－公親里（26）
- 台南總站－四草（27）
- 台南總站－城西里（28）
- 台南總站－青草里（29）
- 台南總站－本淵寮（30）
- 台南總站－布袋里（31）
- 台南總站－全福新村（34）
- 台南總站－原佃里（35）
- 第一分局－福安宮（105）
- 火車站－興國管理學院（106）